# Cees
Cees (gesprochen: keːs) ist ein männlicher Vorname, der vor allem in den Niederlanden vorkommt. Er ist eine Kurzform von Cornelis, der niederländischen Variante des Vornamens Cornelius. Selbiger leitet sich vom römischen Adelsgeschlecht der Cornelier ab, dessen Name vielleicht auf das lateinische Wort cornu (Horn) zurückgeht.[unbelegt] Eine andere Schreibweise ist Kees. Cees kann aber auch eine Abkürzung von Caesar sein. In dem Fall ist die Aussprache seːs.

## Namensträger

### Cees
- Cees Andriessen (1940–2023), niederländischer Maler, Grafiker und Zeichner
- Cees Bakker (* 1945), niederländischer Fußballschiedsrichter
- Cees Bal (* 1951), niederländischer Radsportler
- Cees Bol (* 1995), niederländischer Radrennfahrer
- Cees ten Cate (1890–1972), niederländischer Fußballspieler
- Cees Dekker (* 1959), niederländischer Nanowissenschaftler
- Cees Jan Diepeveen (* 1956), niederländischer Hockeyspieler
- Cees Douma (1933–2023), niederländischer Architekt
- Cees Egas (1913–2001), niederländischer Politiker
- Cees Van Espen (* 1938), niederländischer Radrennfahrer
- Cees Erkelens (1889–1959), niederländischer Radrennfahrer
- Cees Flinterman (* 1940), niederländischer Rechtswissenschaftler und ehemaliger Hochschullehrer
- Cees Goekoop (1933–2011), niederländischer Rechtsanwalt und Politiker
- Cees Groot (1932–1988), niederländischer Fußballspieler
- Cees Haast (1938–2019), niederländischer Radrennfahrer
- Cees Hamelink (* 1940), em. Professor für Internationale Kommunikation
- Cees Heerschop (1935–2014), niederländischer Fußballspieler
- Cees van Ierssel (* 1945), niederländischer Fußballspieler
- Cees Juffermans (* 1982), niederländischer Shorttracker
- Cees Koeken (* 1948), niederländischer Radrennfahrer
- Cees van Kooten (1948–2015), niederländischer Fußballspieler und -trainer
- Cees van Lent (1922–2000), niederländischer Offizier und Politiker (KVP, CDA)
- Cees Lute (1941–2022), niederländischer Radrennfahrer
- Cees Nooteboom (* 1933), niederländischer Schriftsteller
- Cees van Oosterhout (1930–2015), niederländischer Karambolagespieler und Sportfunktionär
- Cees Paauwe (* 1977), niederländischer Fußballspieler
- Cees Priem (* 1950), niederländischer Radrennfahrer
- Cees van Rootselaar (* 1966), niederländischer Basketballspieler und -trainer
- Cees S. Roselaar (* 1947), niederländischer Ornithologe
- Cees See (1934–1985), niederländischer Jazzschlagzeuger und Perkussionist
- Cees Slinger (1929–2007), niederländischer Jazz-Pianist
- Cees Stam (* 1945), niederländischer Bahnradsportler
- Cees van der Wereld (* 1955), niederländischer Radrennfahrer und nationaler Meister im Radsport
- Cees Zoontjens (1944–2011), niederländischer Radrennfahrer und nationaler Meister im Radsport

### Kees
- Kees Aarts (1941–2008), niederländischer Fußballspieler
- Kees van Achterberg (* 1948), niederländischer Entomologe
- Kees Akerboom (* 1952), niederländischer Basketballspieler
- Kees van Baaren (1906–1970), niederländischer Komponist und Musikpädagoge
- Kees Bakels (* 1945), niederländischer Dirigent
- Kees van Beijnum (* 1954), niederländischer Schriftsteller
- Kees Bekker (1883–1964), niederländischer Fußballspieler
- Kees Bitter (1919–1945), niederländischer Widerstandskämpfer während der deutschen Besatzung im Zweiten Weltkrieg
- Kees Boeke (1884–1966), niederländischer Reformpädagoge
- Kees Boeke (* 1950), niederländischer Komponist, Gambist und Blockflötist
- Kees de Boer (* 1965), niederländischer Zeichner, Illustrator und Karikaturist
- Kees Boertien (1927–2002), niederländischer Jurist und Politiker (ARP, CDA)
- Kees van den Bos (* 1965), niederländischer Sozialpsychologe und Hochschullehrer
- Kees Bregman (* 1947), niederländischer Fußballspieler
- Kees Brusse (1925–2013), niederländischer Schauspieler und Filmregisseur
- Kees van Buuren (* 1986), niederländischer Fußballspieler
- Kees Christiaanse (* 1953), niederländischer Architekt und Professor
- Kees van Dijk (1931–2008), niederländischer Politiker (CHU, CDA)
- Kees van Dongen (1877–1968), französischer Maler niederländischer Herkunft
- Kees ’t Hart (* 1944), niederländischer Schriftsteller und Dichter
- Kees Hazevoet (* 1948), niederländischer Jazz-Pianist und -Klarinettist; danach Zoologe
- Kees van Hee (* 1946), niederländischer Informatiker
- Kees van Kersbergen (* 1958), niederländischer Politikwissenschaftler
- Kees Kist (* 1952), niederländischer Fußballspieler
- Kees van Kooten (* 1941), niederländischer Kabarettist und Schriftsteller
- Kees de Kort (1934–2022), niederländischer Maler, Designer und Illustrator
- Kees Kroesemeijer, niederländischer Automobilrennfahrer
- Kees Kwakman (* 1983), niederländischer Fußballspieler
- Kees Luijckx (* 1986), niederländischer Fußballspieler
- Kees Mijnders (1912–2002), niederländischer Fußballspieler
- Kees Nierop (* 1958), niederländisch-kanadischer Automobilrennfahrer und Fahrsicherheitstrainer
- Kees van Nieuwenhuizen (1884–1981), niederländischer Fußballspieler
- Kees Olthuis (1940–2019), niederländischer Fagottist, Pianist und Komponist
- Kees van Oostrum (* 1953), Kameramann und Filmregisseur
- Kees Ouwens (1944–2004), niederländischer Lyriker und Romanautor
- Kees Pellenaars (1913–1988), niederländischer Radrennfahrer und Sportlicher Leiter
- Kees Pijl (1897–1976), niederländischer Fußballspieler
- Kees van der Pijl (* 1947), niederländischer Politikwissenschaftler
- Kees Quax (1905–1973), niederländischer Fußballspieler
- Kees Rijvers (1926–2024), niederländischer Fußballspieler und -trainer
- Kees de Ruijter (1925–1983), niederländischer Karambolagespieler
- Kees Schelfhout (1918–1983), niederländischer Politiker (KVP)
- Kees Schoonenbeek (* 1947), niederländischer Komponist, Organist und Dirigent
- Kees A. Schouhamer Immink (* 1946), niederländischer Ingenieur und Erfinder
- Kees Schulten (* 1933), niederländischer Militärhistoriker
- Kees Smit (1940–2025), niederländischer Fußballspieler
- Kees Smit (* 2006), niederländischer Fußballspieler
- Kees van der Staaij (* 1968), niederländischer Politiker (SGP)
- Kees Staf (1905–1973), niederländischer Politiker (CHU)
- Kees Verkerk (* 1942), niederländischer Eisschnellläufer
- Kees Vlaardingerbroek (* 1962), niederländischer Musikwissenschaftler und künstlerischer Leiter von Konzertreihen
- Kees Vlak (1938–2014), niederländischer Komponist und Musiker
- Kees de Vries (* 1955), niederländisch-deutscher Politiker (CDU)
- Kees van Waning (1861–1929), niederländischer Landschafts- und Marinemaler
- Kees Witteveen (1871–1927), niederländischer Radrennfahrer
- Kees van Wonderen (* 1969), niederländischer Fußballspieler und Trainer
- Kees van der Zalm (1901–1957), niederländischer Fußballspieler
- Kees Zwamborn (* 1952), niederländischer Fußballspieler und -trainer